# Kanton Les Abymes-4
Der Kanton Les Abymes-4 war ein französischer Wahlkreis im Übersee-Département Guadeloupe im Arrondissement Pointe-à-Pitre. Er umfasste einen Teil der Gemeinde Les Abymes.